# فالونتين غلوشكو
فالونتين بيروفيتش غلوشكو (بالروسية:  Валенти́н Петро́вич Глушко́) هو مهندس محركات صواريخ سوفيتي. صمم محركات صاروخ آر-7 الذي نقل أول قمر اصطناعي، سبوتنك-1، إلى الفضاء. قاد في وقت لاحق برنامج الفضاء السوفيتي.